# Дубовик Олексій Леонідович
Олексі́й Леоні́дович Дубови́к — полковник Збройних сил України, учасник російсько-української війни. Лицар всіх ступенів ордена Богдана Хмельницького.

## З життєпису
Має досвід успішних бойових дій під Донецьком та Мар'їнкою. 7 червня 2017 року особисто брав участь у боях за Жолобок — перебував на передовій як заступник командира бригадної артилерійської групи. Особисто координував роботу своїх артилеристів.
Станом на серпень 2019 року — т.в.о. командира 93-ї бригади.
З 11 жовтня 2023 — військовий комісар Дніпропетровської області.

## Нагороди та вшанування
- Указом Президента України № 429/2022 від 20 червня 2022 року за «особисту мужність і самовіддані дії, виявлені у захисті державного суверенітету та територіальної цілісності України, вірність військовій присязі» нагороджений орденом Богдана Хмельницького І ступеня[3]
- Указом Президента України № 893/2020 від 18 березня 2020 року за «особисту мужність, виявлену у захисті державного суверенітету та територіальної цілісності України, самовіддане служіння Українському народу» нагороджений орденом Богдана Хмельницького ІІ ступеня[4]
- Указом Президента України № 442/2016 від 12 жовтня 2016 року за «особисту мужність, виявлену у захисті державного суверенітету та територіальної цілісності України, самовіддане служіння Українському народу» нагороджений орденом Богдана Хмельницького ІІІ ступеня[5]